# النورثغريبي
النورثغريبي (باللاتينية: Northgrippian)، وهي المرحلة الوسطى بين الثلاثة مراحل من فترة أو نسيقة الهولوسيني، وقد امتد من 0.0082 إلى 0.0042 مليون سنة مضت، لمدة 0.004 مليون سنة تقريبا. تم التصديق عليه رسميا من قبل اللجنة الدولية للطبقات في يوليو 2018 بجانب مرحلتي الغرينلاندي والميغالايي. جاءت التسمية لهذه المرحلة من "مشروع العينة اللبية الجليدية في شمال جرينلاند" (NorthGRIP). بدأت المرحلة بالقرب من حدث سنة 8200 قبل الحاضر، حتى بداية الميغالايي بالقرب من حدث سنة 4200 قبل الحاضر.
| العصر     | الفترة       | المرحلة     | أهم الأحداث | البداية (م.س.مضت) |
| --------- | ------------ | ----------- | --- | ----------------- |
| الرباعي   | الهولوسيني   | الميغالايي  | - أحداث جيولوجية:حدث 4.2 الف سنة. - أحداث حيوية :التوسع الشعوب الأسترونيزية، زيادة ثاني أكسيد الكربون الصناعي. | 0.0042            |
| الرباعي   | الهولوسيني   | النورثغريبي | - أحداث جيولوجية:حدث 8.2 الف سنة، المناخ الهولوسيني الأمثل. فيضانات مستوى سطح البحر في دوجرلاند وسوندالاند. الصحراء الكبرى تتحول إلى صحراء. - أحداث حيوية :نهاية العصر الحجري وبداية التاريخ المسجل. أخيرًا توسع البشر في أرخبيل القطب الشمالي وجرينلاند. | 0.0082            |
| الرباعي   | الهولوسيني   | الغرينلاندي | - أحداث جيولوجية: يستقر المناخ. - أحداث حيوية : يبدأ الانقراض الحالي بين جليديين والهولوسيني. بداية الزراعة. ينتشر البشر عبر الصحراء الكبرى الرطبة وشبه الجزيرة العربية، وأقصى الشمال، والأمريكيتين (البر الرئيسي ومنطقة الكاريبي).                      | 0.0117 ± 0.000099 |
| الرباعي   | البليستوسيني | المتأخر     | - أحداث جيولوجية: العصر الجليدي الإيمي، العصر الجليدي الأخير، مع نهاية درياس الأصغر. ثوران توبا. - أحداث حيوية :انقراض الحيوانات الضخمة في البلستوسيني (بما في ذلك آخر الطيور المرعبة). توسع البشر في أوقيانوسيا القريبة والأمريكيتين.                   | 0.129             |
| الرباعي   | البليستوسيني | التشيباني   | - أحداث جيولوجية:حدث انتقال منتصف البليستوسيني، دورات جليدية عالية السعة تبلغ 100 ألف سنة. - أحداث حيوية :ظهور الإنسان العاقل. | 0.774             |
| الرباعي   | البليستوسيني | الكالابري   | - أحداث جيولوجية:زيادة برودة المناخ. - أحداث حيوية :انقراض طيور الرعب العملاقة. انتشار الإنسان المنتصب في جميع أنحاء أفرو-أوراسيا. | 1.8               |
| الرباعي   | البليستوسيني | الجيلاسي    | - أحداث جيولوجية: بداية التجلّد الرباعي والمناخ غير مستقر. - أحداث حيوية : ظهور الحيوانات الضخمة البليستوسيني والإنسان الماهر. | 2.58              |
| النيوجيني | البليوسيني   | البياشنزي   | أقدم | أقدم              |